# Underwoodisaurus milii
Underwoodisaurus milii är en ödleart som beskrevs av Bory de Saint-Vincent 1823. Underwoodisaurus milii ingår i släktet Underwoodisaurus och familjen geckoödlor. Inga underarter finns listade i Catalogue of Life.
Arten har flera från varandra skilda utbredningsområden i Australien.

## Bildgalleri

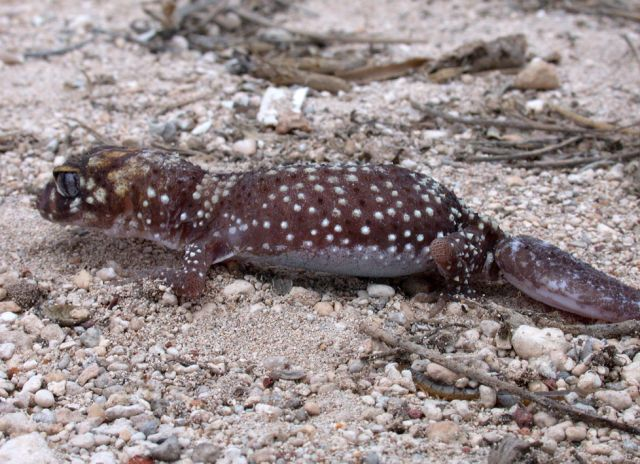